# Brigades de l'imam Ali
Les Brigades de l'imam Ali (en arabe : كتائب الإمام علي (Katā'ib al-ʾImām ʿAlī)) sont une milice islamiste chiite formée en juin 2014, lors de la guerre d'Irak. Elle est la branche militaire du Mouvement islamique d'Irak et fait partie des Hachd al-Chaabi.

## Fondation
La brigade est formée en juin 2014, après l'appel au djihad de l'ayatollah Ali al-Sistani contre l'État islamique,,. Liée à l'Iran, elle reconnait l'autorité de l'ayatollah Ali Khamenei.

## Organisation

### Commandement
Le secrétaire-général du mouvement est Shebl al-Zaidi, un ancien chef militaire de l'Armée du Mahdi,,. Le commandant second, Ali al-Musawi, est tué en mars 2015 lors de la bataille de Tikrit. Parmi les autres chefs figurent  Jaafar al-Bindawi et Mohammed al-Bawi, commandants du contingent envoyé en Syrie,. 

### Effectifs
En novembre 2013, le groupe compte 3 000 combattants. À l'été 2015, ses effectifs sont estimés entre 4 000 et 7 000 hommes,,. Ses combattants sont formés en Iran et au Liban. Le groupe aurait des liens étroits avec l'Organisation Badr.
Un combattant des brigades, Abu Azrael, aussi surnommé le « Rambo irakien », très actifs sur les réseaux sociaux, devient une célébrité en Irak. Considéré comme un héros par les chiites, il devient une véritable icône, souvent appelée au front par l'armée irakienne pour regonfler le moral des troupes. 
En décembre 2014, elles forment également un bataillon chrétien : la Brigade de l'Esprit de Dieu Jésus Fils de Marie,.

## Actions
En Irak, les Brigades de l'imam Ali prennent part à la bataille de Dhoulouiyah, au siège d'Amerli, à la bataille de Tikrit, à la bataille de Baïji, à la bataille de Falloujah, à la bataille de Mossoul et à la bataille de Tall Afar,.
À partir de l'été 2015, les Brigades de l'imam Ali interviennent également dans la guerre civile syrienne aux côtés des forces de Bachar el-Assad,. Elles sont actives à la bataille d'Alep et aux batailles de Palmyre,,. Elles interviennent aussi dans l'offensive qui brise le siège de Nobl et Zahraa, puis sont déployées pour repousser l'offensive de Hama menée par les rebelles,. En 2017, elles prennent part à l'offensive de la Badiya et opèrent dans le gouvernorat de Deraa.

## Exactions
La milice commet également des crimes de guerre ; exécutions sommaires, tortures, pillages. En juillet 2014, pendant le siège d'Amerli, des membres des brigades de l'imam Ali se filment en brandissant des têtes tranchées de combattants de l'État islamique. Shebl al-Zaidi, le chef des brigades, déclare dans cette vidéo : « Nous venons vous chercher ! Nous vous couperons la tête et ferons des montagnes de vos crânes ». Une autre vidéo, postée sur YouTube le 31 mai 2015, montre également des miliciens de ce groupe brûlant un homme, présenté comme un combattant de Daech, dans la région de Karma, dans la province d'Al-Anbar. En août 2015, Abou Azrael apparaît lui-même dans une autre vidéo en train de découper au sabre le corps brûlé d'un homme pendu par les pieds au-dessus d'un feu,.